# Ramon Muntaner
Pour les articles homonymes, voir Muntaner.
 (janvier 2019).
Si vous disposez d'ouvrages ou d'articles de référence ou si vous connaissez des sites web de qualité traitant du thème abordé ici, merci de compléter l'article en donnant les références utiles à sa vérifiabilité et en les liant à la section « Notes et références ».
Ramon Muntaner (1265-1336) était un capitaine et un chroniqueur catalan, auteur de l'une des quatre grandes chroniques catalanes.
Sa Crònica décrit avec verve, humour et passion, les conquêtes catalanes en Sicile et dans l'Empire grec.

## Biographie
Fils d'un aubergiste, il est né à Peralada (Catalogne, à côté de Figueres) où aujourd'hui un musée lui est consacré. Sa vie active commence très tôt.
À l'âge de onze ans, il accompagne à Paris deux frères qui seront bientôt couronnés : Pierre III, roi de Barcelone, d'Aragon et de Valence, et Jacques II, roi de Majorque.

### Compagnie catalane
À partir de 1282, il participe à l'aventure de la Compagnie des Almogavres en Mer Méditerranée. Il sera capitaine de cette Compagnie avec, comme il l'a écrit lui-même « trente-deux combats sur terre ou sur mer : des emprisonnements et des fatigues à supporter... ». Pour lui, on ne peut échapper à tant de périls sans l'aide de Dieu et de Sainte Marie. Il participe à la conquête de Minorque (1286-1287) et devient citoyen de Majorque jusqu'en 1301.

### Tunisie
Après avoir quitté la Grèce il est gouverneur, en 1309, des îles de Djerba et des Kerkennah pour le compte du roi Frédéric II de Sicile.

### Escorte de Jaume

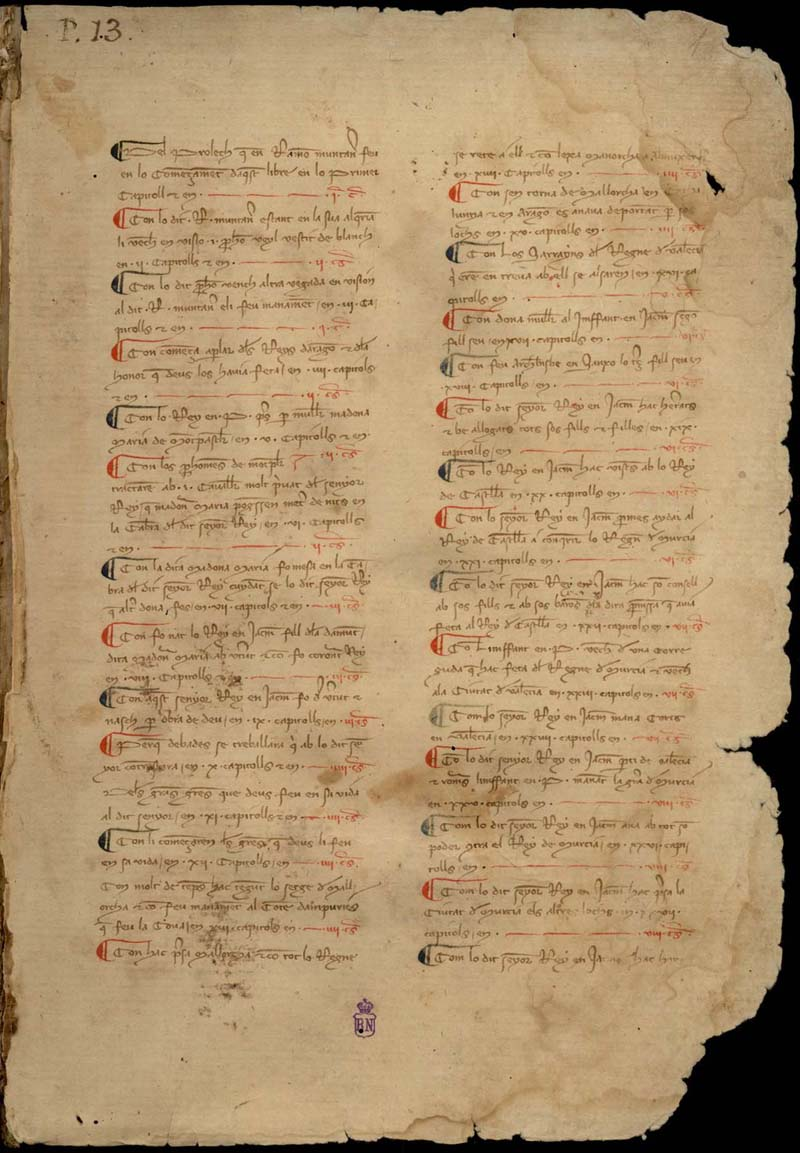
Page du manuscrit de Crònica

En 1315, l'infant Ferran (Ferdinand) de Majorque lui confie son fils nouveau-né, Jaume
né à Catane, en Sicile, le 5 avril 1315. Ferran, prétendant à la principauté d'Achaïe du fait de son mariage avec Isabelle de Sabran (morte peu après l'accouchement), est en effet sur le point de conduire une expédition militaire en Grèce pour faire valoir ses droits, soutenu par son cousin le roi de Sicile Frédéric II.
Ferran choisit Ramon Muntaner, alors âgé de cinquante ans, pour conduire le bébé sain et sauf auprès de sa mère et de son frère Sanche à Perpignan, capitale du royaume de Majorque. Muntaner affirme que Jacques II de Majorque « répétait souvent que lui, Ramon, était la personne que Ferran aimait le plus après son père ».
Muntaner choisit le navire d’un Barcelonais, P. Des Munt. Après le bateau, il lui faut trouver une femme d’expérience pour s’occuper du nourrisson ; ce sera Agnès d’Adri, une veuve originaire de l’Empordà qui avait eu vingt-deux enfants, qu'il qualifie de « molt devota e bona ». Puis, Ramon part à la recherche d’une nourrice capable de donner le sein au bébé ; il en trouve une à Catane « ben complexionada ». Mais toujours précautionneux, Ramon embarque deux autres nourrices, de telle façon, dit-il, que « per ço que si l’una fallia, que les altres fossen aparellades » ; pour la traversée, chacune est accompagnée de ses propres enfants. Dans le même temps, Ramon désigne cent vingt hommes en armes, tous de bonne naissance, pour protéger et veiller sur le jeune Jaume, nuit et jour.
Alors que s’organisent tous ces préparatifs, arrive une nouvelle réjouissante qui fait le tour de l’île : Ferran a remporté une victoire à Clarence en Grèce et a été reconnu prince de Morée par une partie des barons de la principauté.
Ramon Muntaner quitte Messine et jette l’ancre à Catane pour récupérer le petit Jaume. Nous voilà à l’intérieur du château d'Ursino que Frédéric II avait donné en fief à Ferran. Le noble Ot de Novelles, gouverneur catalan du château, se tient prêt à remettre l’enfant à Ramon. Il y a dans l’immense salle tous les chevaliers catalans, soit de Catalogne, soit du royaume de Majorque, quelques Aragonais et les notables de Catane. Et chacun y va de son commentaire. Puis, Ot de Novelles prend le bébé dans ses bras. Aussitôt, un silence religieux emplit la salle. Même tout au fond, chacun entend la question, trois fois répétée : 
« Est-ce bien le jeune Jaume, fils de Ferran et d’Isabelle ? » Tous ceux qui avaient déjà vu l’enfant lors du baptême répondent en chœur « Oui ! » Un notaire rédige un acte officiel et Ot de Novelles remet délicatement le bébé dans les bras vigoureux de Ramon Muntaner, le solide almogavre. L’enfant porte un beau costume : il est habillé de riches draps d’or et de peaux à deux couleurs offerts par le roi Frederic. Emporté par son lyrisme coutumier, Ramon décrit le bébé comme étant un enfant jamais vu « d’ençà de cinc-cents anys ». Puis, il se dirige vers le port qui est tout proche, escorté par une foule de mille personnes, débordant d’une ferveur attendrissante.
Et, en cette fin août 1315, le bateau lève l’ancre et quitte Catane. Cependant, lors d’une escale à Trapani, Ramon Muntaner apprend que Robert de Naples, a donné des ordres pour s’emparer de l’enfant ; aussitôt, Ramon engage d’autres hommes d’armes. Et, c’est le départ. Mais une violente tempête les oblige à rester à l’abri plusieurs jours dans l’île Saint-Pierre, à quelques proximité de la Sardaigne. Le temps clément se fait attendre. Enfin, le calme revient, et Ramon Muntaner se joint à un convoi de vingt-quatre vaisseaux catalans et génois.
Après un voyage interminable, le bateau accoste enfin à Salou, au sud de Barcelone, le jour de Toussaint. Ramon Muntaner raconte les préparatifs : « J’avais fait faire une litière sur laquelle étaient placés l’infant et sa nourrice ; cette litière était couverte d’un drap enduit de cire pour se protéger de la pluie, et par-dessus d’une étoffe de velours rouge; et vingt hommes, à l’aide de courroies, la portaient à leur cou ». En traversant Barcelone, le roi Jacques II de Catalogne-Aragon vient à leur rencontre. « Là nous trouvâmes le seigneur roi, qui fit un très gracieux accueil au seigneur bébé Jacques ; il voulut le voir, et il le baisa et il le bénit. Nous partîmes avec la pluie et le vent, et par un fort mauvais temps… Pour aller de Tarragone à Perpignan, il nous fallut, vingt-quatre bons jours. »
Une fois les Alberes franchies, Guillem de Saguàrdia, seigneur de Canet, accompagné de dix chevaliers et de quatre huissiers, se place à la tête du cortège. « Au lieu-dit El Voló, poursuit Ramon Muntaner, quand nous fûmes près de passer l’eau du Tec, tous les gens d’El Voló sortirent de chez eux; et les plus notables prirent la litière à leur cou et firent passer ainsi la rivière au jeune Jaume. Cette nuit même les cònsols et un grand nombre de prohomens de Perpinyà, et tout ce qui se trouvait de chevaliers dans cette ville, vinrent au-devant de nous ; et il y en aurait eu bien plus encore si le roi Sanche n’eût pas été en France à ce moment. Nous fîmes ainsi notre entrée à travers la ville de Perpignan, au milieu de grands honneurs et nous nous dirigeâmes vers le château où se trouvaient madame la reine Esclarmunda - mère de Ferran et de Sanche - et madame la reine Maria - épouse de Sanche - et quand elles virent que nous montions au château, elles descendirent à la chapelle... Que Dieu nous accorde autant de joie qu’en éprouva madame la bonne reine quand elle vit Jaume, si bien portant et si gracieux, avec sa petite figure riante et belle, vêtu d’un manteau à la catalane et d’un paletot de drap d’or, et la tête recouverte d’une barretina (petit bonnet typiquement catalan) du même drap… Et la reine voulut le prendre dans ses bras… »
Mais, Ramon Muntaner refuse tout net ; il faut que les choses soient ordonnées suivant les règles. On convoque tous les hauts responsables qui se trouvent à Perpignan : ceux du Conseil royal, les cònsols, les chevaliers ; puis, les nourrices ; on appelle un notaire ; enfin, tout ce beau monde s’installe dans la cour d’honneur du château royal. Écoutons l’incomparable Ramon Muntaner s’adresser à l’assemblée :
« Cet enfant que je tiens dans mes bras, le reconnaissez-vous bien tous comme étant l’infant Jacques, premier né du seigneur Ferran de Majorque et fils de madame Isabelle sa femme ? Et tous répondirent que oui. Et je répétais la même demande trois fois, et à chaque fois ils répondirent que oui… Alors, la reine-mère prit l’infant Jacques et le baisa plus de dix fois et puis madame la reine jeune le baisa aussi plus de dix fois… Que vous dirai-je ? Durant quinze jours, je restai à Perpignan… ». Enfin, Ramon Muntaner retourne dans la ville de València où était son hôtel particulier.
Quand le roi Sanche retrouve Perpignan, quels sont ses sentiments en découvrant le jeune Jaume ? Si je voulais paraphraser notre célèbre chroniqueur, j’écrirais : « Que vous dirai-je ? vous l’imaginez vous-même ! ». Le bébé illumine le château royal et il reçoit toute l’affection et tous les soins des uns et des autres. Sanche compte bien l’éduquer suivant son rang, très honorablement.
Malheureusement, l’année suivante, arrive une terrible nouvelle ; on apprend que Ferran a été tué en Grèce en juillet 1316, lors d’une bataille contre son rival Louis de Bourgogne.

### Fin de vie
Alors qu'il a dépassé la soixantaine, il rédige en trois ans ses fameuses chroniques, dans lesquelles il raconter les exploits de la maison d'Aragon qu'il a connu (Jaume Ier, le Conquérant, Pere II le Grand, Jaume II le Juste), et ses propres actions. En 1332, il est chambellan du roi de Majorque. Il meurt dans l'île d'Eivissa (Ibiza) en 1336, à l'âge de 71 ans.

## Mariage et descendance
Il a eu deux fils et une fille.